# Pavel Jansa
Pavel Jansa (* 27. května 1942 Prostějov) je český lékař a spisovatel.

## Životopis
Jeho dětství a mládí je spjato s městy Prostějovem, Brnem a s obcí Radějov u Strážnice, v nichž střídavě žil. Roku 1959 složil v Prostějově maturitní zkoušku, v roce 1964 úspěšně ukončil studia medicíny v Brně. Po studiích se uplatnil v medicínském oboru, mezi lety 1964–1971 působil v Brně ve Výzkumném ústavu pediatrickém a ve Fakultní nemocnici. V letech 1971–1994 působil v Olomouci na Lékařské fakultě Univerzity Palackého, od roku 1994 pak jako manažer výzkumných, marketingových a edičních projektů jak ve vlastní agentuře, tak v domácích i zahraničních korporacích. Neomezil se pouze na české prostředí, jeho jméno je známé i v zahraničí díky vědecké práci a přednáškám v USA, Velké Británii, Německu a Rakousku. Od roku 1990 se soustavně věnuje beletrii, ovšem psal, překládal a redigoval i popularizační příručky, učebnice, odborné texty a časopisecké články s medicínskou tematikou.
Od roku 1986 má trvalé bydliště v Olomouci. Jeho manželka MUDr. Katarína Jansová, CSc., je docentka stomatologie, starší syn Pavel je lékařem, mladší syn Petr právníkem. Má dva vnuky Patrika a Davida a jednu vnučku Sophii Patricii.

## Odborné zaměření a kvalifikace
Ve svém odborném výzkumu studoval problematiku buněčných obranných reakcí. Výsledky této práce se staly základem jeho disertací – CSc. v Bratislavě roku 1967 a DrSc. v Praze roku 1979. Habilitační práci obhájil na Masarykově univerzitě v Brně a v roce 1975 byl jmenován docentem. Profesorské řízení proběhlo na Univerzitě Karlově v Praze a profesorem byl jmenován v roce 1983.

### Ocenění práce lékaře, vědce a učitele
V roce 1982 získal medaili Pro merito Univerzity Palackého v Olomouci, v roce 1984 mu byla udělena cena České lékařské společnosti za vědeckou práci roku, roku 1987 obdržel medaili Za obětavou práci ve Fakultní nemocnici v Olomouci. Roku 1994 byl jmenován členem Newyorské akademie věd.

### Odborné publikace
Výsledky své rozsáhlé vědecké práce publikoval (česky, anglicky, německy) ve více než 350 statích v odborných periodicích a sbornících doma i v zahraničí. Je autorem čtyř odborných monografií. Pod jeho jménem vyšly tituly To the Cytology of Inflammation (1970) a Celulizace modelového zánětu (1977). Je spoluautorem publikací Tumor-infiltrating Cells and their Possible Prognostic Significance (1989) a Healing of a Carbon Dioxide Laser Wound in the Experiment(1990). Studenti lékařských fakult čerpají vědomosti z jeho celkem 32 učebních textů, např. Patologie imunity (1980, 1981), Repetitorium orální patologie (1989), Repetitorium speciální patologie (1987, 1997). Do rozsáhlého souboru lékařsky orientovaných spisů se řadí i devět zdravovědných a populárních textů, např. Chceš přežít? (1992, 1995), Lázně Teplice nad Bečvou (1994, 1996), Testy zdraví a nemoci (vyšly v 5 vydáních v letech 1998, 2000, 2001, 2003, 2004). Zpracoval též více než 50 odborných poradenských studií převážně pro zahraniční korporace.

### Překlady a redigování
Z angličtiny přeložil dva tituly ze zdravovědné a popularizační oblasti, více než 30 překladů z německého a anglického jazyka redigoval a upravil k českému vydání. Redigoval i 22 vědeckých monografií a učebnic pro lékařské fakulty i pro zdravotnické školy. Jeho překladatelská činnost postihuje též oblast beletrie. Z angličtiny přeložil deset dobrodružných příběhů pro mládež.

## Beletrie
V letech 1990–2022 vydal 33 knižních titulů, z nichž téměř polovina vyšla i v druhém a třetím přepracovaném vydání. Zpočátku publikoval povídky, později se jeho produkce rozšířila o románovou tvorbu.

### Charakteristika tvorby
Počátky beletristické tvorby Pavla Jansy se nesou ve znamení detektivních povídek. Jejich děje se odehrávají v lékařském prostředí, které je autorovi blízké. Jansovy detektivky jsou čtenářsky atraktivní, sofistikované a propracované.
Kriminální zápletka není jediným z rozměrů, které Jansovy knihy nabízejí. Dalšími jsou propracované charaktery, vyvíjející se postavy a realisticky zobrazené mezilidské vztahy. Pro Jansův autorský styl je příznačný civilní a přitom mnohovrstevnatý jazyk. Ironicky, vtipně a humorně komentuje soudobé společenské poměry, ironie je však i cestou k vyjádření pocitu hořkosti a deziluze. Autor svým vhledem do mezilidských vztahů bezděčně dokazuje, že je dobrým znalcem lidí i prostředí, v němž žijeme.
Jansa sugestivně líčí vztahy hlavních postav, hledání životních hodnot, sleduje proměny jejich osobností a také ironicky komentuje soudobou společnost. Tato společenskokritická rovina sílí v jeho románech z pozdějších let. Ty se odehrávají v polistopadové době, ovšem osudy jejich postav jsou často ovlivněny totalitní minulostí. Mnohé Jansovy romány jsou situovány do univerzitního nebo intelektuálského prostředí, což umožňuje poznat a posoudit postoje a životní cíle vysoce postavených lidí, a též sledovat, jak jsou bezohlednost a cynismus ukrývány pod hlásání všeobecného prospěchu. Čtenář sleduje proměny charakterů hlavních postav, stejně jako to, že někteří lidé se nemění a zůstávají sami sebou – v dobrém i špatném smyslu slova – bez ohledu na proměny politického režimu. O temných stránkách české historie Jansa píše bez ideologické zaujatosti, čtenáři nepodsouvá vlastní hodnocení, spíše ho provokuje k tomu, aby si kladl otázky a hledal na ně odpovědi.

## Literární ocenění
- Výroční ceny nakladatelství MOBA za Malér pana Mahlera (2007) a Kámošky až za hrob (2010).